# Molson Indy Toronto 1997

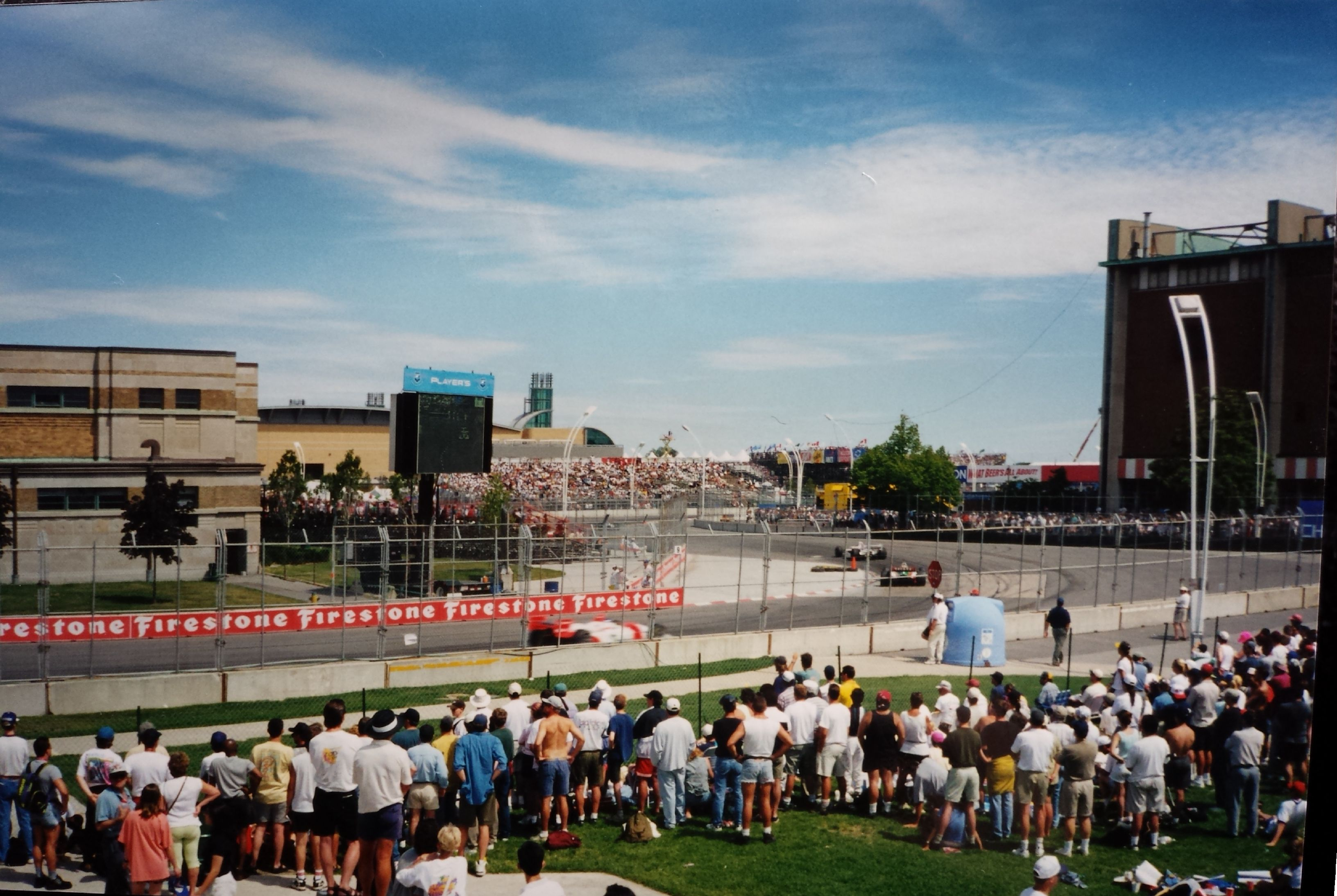
1997 Toronto Molson Indy

Molson Indy Toronto 1997 var ett race som var den elfte deltävlingen i CART World Series säsongen 1997, och kördes på Exhibition Place i Toronto, Ontario, Kanada. Mark Blundell tog sin andra seger för säsongen, efter att ha tagit sig förbi Dario Franchitti i samband med starten. Blundell ledde därefter hela tävlingen. Trots sina två segrar var Blundell inte högre än tia i mästerskapet. Tävlingens tvåa Alex Zanardi tog in på mästerskapsledaren Paul Tracy, och i och med resultatet var han bara tre poäng efter. Michael Andretti var sex poäng bakom Tracy, med en fjärdeplats i tävlingen.

## Slutresultat
| Plats | Förare                | Team                     | Grid | Kvaltid  |
| ----- | --------------------- | ------------------------ | ---- | -------- |
| 1     | Mark Blundell         | PacWest Racing           | 2    | 58,926   |
| 2     | Alex Zanardi          | Chip Ganassi Racing      | 6    | 59,289   |
| 3     | André Ribeiro         | Tasman Motorsports       | 7    | 59,295   |
| 4     | Michael Andretti      | Newman/Haas Racing       | 4    | 59,120   |
| 5     | Scott Pruett          | Patrick Racing           | 5    | 59,247   |
| 6     | Maurício Gugelmin     | PacWest Racing           | 10   | 59,475   |
| 7     | Jimmy Vasser          | Chip Ganassi Racing      | 15   | 59,934   |
| 8     | Raul Boesel           | Patrick Racing           | 8    | 59,349   |
| 9     | Bobby Rahal           | Team Rahal               | 3    | 59,050   |
| 10    | Paul Tracy            | Marlboro Team Penske     | 14   | 59,889   |
| 11    | Christian Fittipaldi  | Newman/Haas Racing       | 13   | 59,689   |
| 12    | Parker Johnstone      | Team KOOL Green          | 19   | 1.00,418 |
| 13    | Michel Jourdain Jr.   | Payton/Coyne Racing      | 18   | 1.00,256 |
| 14    | Adrián Fernández      | Tasman Motorsports       | 22   | 1.01,109 |
| 15    | Max Papis             | Arciero-Wells Racing     | 23   | 1.01,138 |
| 16    | Patrick Carpentier    | Bettenhausen Motorsports | 21   | 1.00,988 |
| 17    | Bryan Herta           | Team Rahal               | 12   | 59,642   |
| 18    | Gualter Salles        | Davis/Craig Racing       | 16   | 1.00,001 |
| 19    | Juan Manuel Fangio II | All American Racing      | 25   | 1.02,115 |
| 20    | Al Unser Jr.          | Marlboro Team Penske     | 17   | 1.00,213 |
| 21    | P.J. Jones            | All American Racing      | 20   | 1.00,753 |
| 22    | Hiro Matsushita       | Arciero-Wells Racing     | 27   | 1.04,279 |
| 23    | Greg Moore            | Forsythe Racing          | 9    | 59,424   |
| 24    | Arnd Meier            | Payton/Coyne Racing      | 26   | 1.02,268 |
| 25    | Gil de Ferran         | Walker Racing            | 11   | 59,565   |
| 26    | Dario Franchitti      | Hogan Racing             | 1    | 58,618   |
| 27    | Richie Hearn          | Della Penna Motorsports  | 24   | 1.01,617 |
| 28    | Dennis Vitolo         | Project Indy             | 28   | 1.04,805 |